# Бюльбюль-бородань карликовий
Бюльбю́ль-бородань карликовий (Iole finschii) — вид горобцеподібних птахів родини бюльбюлевих (Pycnonotidae). Мешкає в Південно-Східній Азії. Вид названий на честь німецького етнографа, орнітолога і мандрівника Отто Фінша.

## Поширення і екологія
Карликові бюльбюлі-бородані мешкають на Малайському півострові, на Суматрі і Калімантані. Вони живуть у вологих рівнинних тропічних лісах та на плантаціях. Зустрічаються на висоті до 650 м над рівнем моря на Суматрі, на висоті до 750 м над рівнем моря на Малайському півострові та на висоті до 900 м над рівнем моря на Калімантані.

## Збереження
МСОП класифікує стан збереження цього виду як близький до загрозливого. Карликові бюльбюлі-бородані є рідкісним видом птахів, якому загрожує знищення природного середовища.